# Rhynchospora lindmanii
Rhynchospora lindmanii är en halvgräsart som beskrevs av Hans Heinrich Pfeiffer. Rhynchospora lindmanii ingår i släktet småag, och familjen halvgräs. Inga underarter finns listade i Catalogue of Life.